# 어탕
어탕(魚湯)은 제사 때에 올리는 탕의 일종이다. 생선 건더기가 많고 국물은 적은 생선국이다. 제사상의 오른쪽에 둔다.